# Quarto Concílio Budista
O Quarto Concílio Budista se refere a dois concílios budistas diferentes, o primeiro aconteceu no século I a.C., em Sri Lanka, e o segundo no século I d.C., na Caxemira. No concílio de Sri Lanka, o cânone páli foi transcrito pela primeira vez em folhas de palmeira.

## Concílio na Sri Lanka

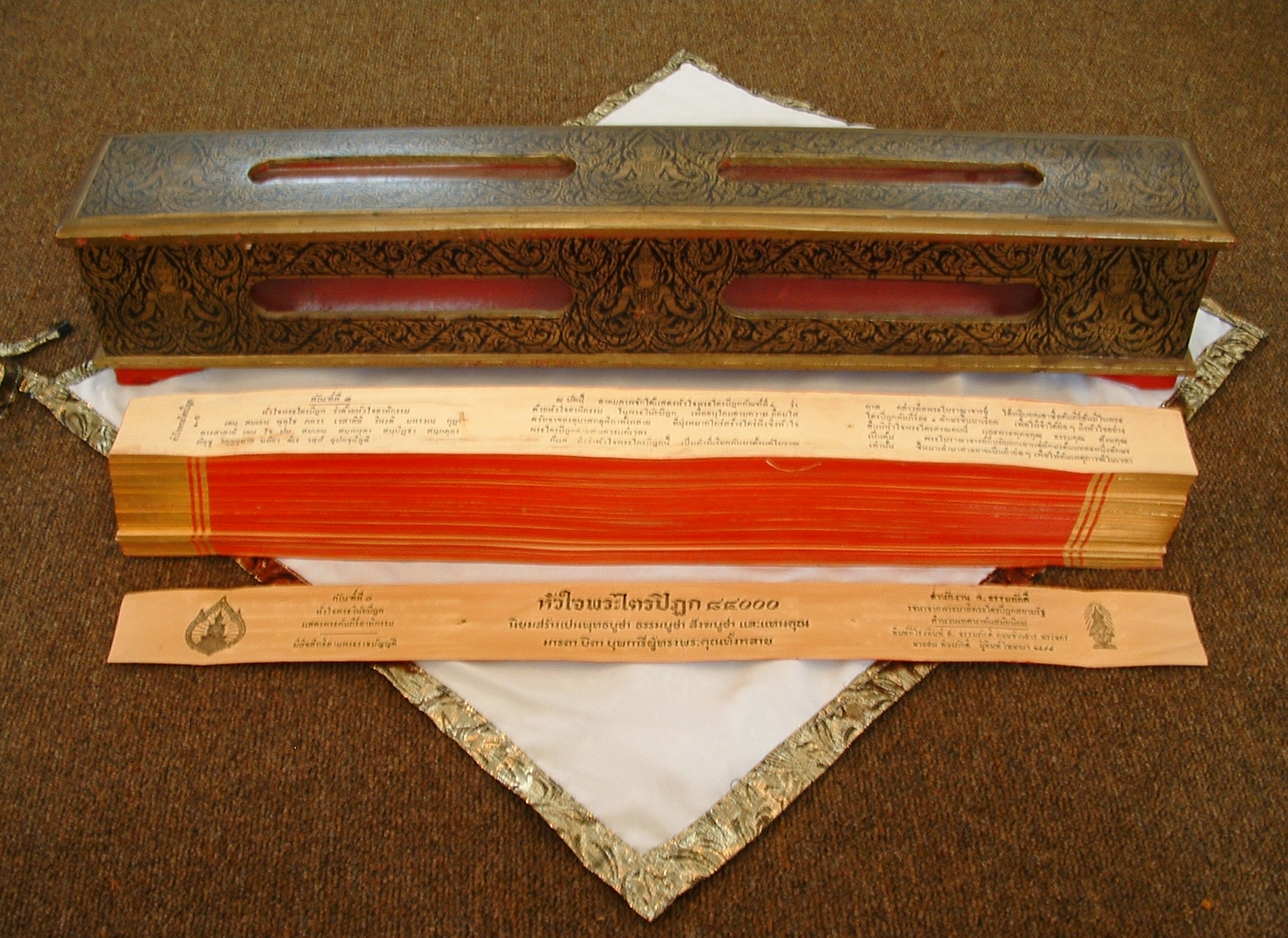
Tipitaka na sua forma mais antiga, escrita em pequenas folhas e guardada em uma caixa

O Quarto Concílio Budista da escola Theravada aconteceu em 25 a.C., em Tambapanni, sob a proteção do rei Vattagamani, e foi liderado pelo monge Maharakkhita. O concílio aconteceu em um ano em que as colheitas na Sri Lanka eram especialmente pobres, e muitos monges budistas morreram de fome. Assim, como na época o cânone Páli era transmitido oralmente pelos dhammabhāṇakas, foi reconhecido o perigo de que os ensinamentos fossem perdidos se não houvesse a preservação da escrita.
O projeto de transcrição do cânone foi feito em uma caverna, chamada de Aloka Lena, perto de Matale, onde no século XVIII seriam colocadas diversas imagens de Buda. Depois desse concílio, as cópias do cânone completo, feitas em folhas de palmeira, foram levadas a países próximos, como a Tailândia, Laos e o Camboja. Atualmente, o cânone páli existe em várias línguas, como páli, sânscrito, e línguas regionais, mas a versão de Sri Lanka é a mais completa. Na sua forma mais antiga, o cânone foi escrito em finas folhas de palmeira, mantidas juntas por pequenas hastes, e guardadas cobertas por um tecido dentro de uma caixa.
A Tipitaka foi originalmente levada para a Sri Lanka pelo monge Mahinda do Terceiro Concílio Budista.

## Concílio na Caxemira
O Quarto Concílio Budista da tradição Sarvastivada aconteceu provavelmente em 78 em Jalandar ou na Caxemira, sob a proteção do rei Canisca I do Império Cuchana. É dito que este concílio reuniu mais de quinhentos monges, liderados por Vasumitra, em parte para compilar comentários sobre o Abidarma do Sarvastivada. Este concílio não é reconhecido pela escola Teravada, mas as escrituras deste podem ser encontradas nas escrituras da escola Maaiana. O principal fruto desse concílio foi o Mahāvibhāṣā, uma larga referência no Abidarma.
Acredita-se também que próximo desse ano foi feita uma tradução de uma versão em Prakriti do cânone Sarvastivada para o sânscrito. Essa mudança foi especialmente importante, pois o sânscrito é a língua sagrada do bramanismo na Índia, e era na época utilizada por vários pensadores, aumentando assim a capacidade de divulgação dos ideiais e das práticas budistas. Depois dessa ocasião, todos os grandes textos das escolas Mahayana e Sarvastivada foram escritos nessa língua. No entanto, Buda sempre afirmou que os ensinamentos poderiam ser estudados e transmitidos em qualquer linguagem, de forma que a Theravada manteve o páli em seus ensinamentos, não acreditando em "línguas sagradas".